# Philhygra parallela
Philhygra parallela är en skalbaggsart som först beskrevs av Thomas Casey 1906.  Philhygra parallela ingår i släktet Philhygra och familjen kortvingar. Inga underarter finns listade i Catalogue of Life.